# Erika Mahringer
Erika Mahringer (Linz, 1924. november 16. – Mayrhofen, 2018. október 30.) olimpiai bronzérmes osztrák alpesisíző.

## Pályafutása
Az 1948-as St. Moritz-i és az 1952-es oslói olimpián vett részt. 1948-ban műlesiklás és alpesi összetettben bronzérmet szerzett.

## Sikerei, díjai
- Olimpiai játékok
  - bronzérmes (2): 1948, St. Moritz (női műlesiklás, női alpesi összetett)